# Oculozomus biocellatus
Genre
Espèce
Synonymes
- Schizomus biocellatus Sissom, 1980

Oculozomus biocellatus, unique représentant du genre Oculozomus, est une espèce de schizomides de la famille des Hubbardiidae.

## Distribution
Cette espèce est endémique de Sumatra en Indonésie. Elle se rencontre vers Bukittinggi.

## Description
Les mâles mesurent de 3,55 à 3,80 mm et les femelles de 3,50 à 4,35 mm.

## Publications originales
- Sissom, 1980 : The eyed schizomids, with a description of a new species from Sumatra (Schizomida: Schlzomidae). Journal of Arachnology, vol. 8, no 2, p. 187-192 (texte intégral).
- Reddell & Cokendolpher, 1995 : Catalogue, bibliography and generic revision of the order Schizomida (Arachnida). Texas Memorial Museum Speleological Monographs, no 4, p. 1-170 (texte intégral).